# Bolton Green
Bolton Green – wieś w Anglii, w hrabstwie Lancashire, w dystrykcie Chorley. Leży 36 km na północny zachód od miasta Manchester i 293 km na północny zachód od Londynu.